# Poga oleosa
Poga es un género monotípico de plantas  perteneciente a la familia  Anisophylleaceae. Su única especie:  Poga oleosa Pierre, es originaria de África tropical.

## Descripción
Es un árbol que alcanza los 40 m de altura, por lo general con el tronco recto, cilíndrico de 1,5 m de diámetro, a veces ligeramente reforzado. - Las semillas son comestibles.

## Distribución y hábitat
Se encuentra en el bosque, y como una reliquia en tierras de cultivo; a 400-700 m altura en Nigeria, Gabón y Camerún.

## Propiedades
Se usa como medicamento en infecciones cutáneas, subcutáneas parasitarias, laxantes, etc, y las enfermedades venéreas y como analgésico.
Sus productos son utilizados en aplicaciones de carpintería y afines, colorantes, tintes, tintas, y tatuajes.

## Taxonomía
Poga oleosa fue descrita por el botánico y explorador francés; Jean Baptiste Louis Pierre y publicado en Bulletin Mensuel de la Société Linnéenne de Paris 2: 1254, en el año 1896.